# Parigi-Nizza 1989
La Parigi-Nizza 1989, quarantasettesima edizione della corsa, si svolse dal 5 al 12 marzo su un percorso di 1 111 km ripartiti in 8 tappe più un cronoprologo. Fu vinta dallo spagnolo Miguel Indurain davanti all'irlandese Stephen Roche e al francese Marc Madiot. Si trattò della prima vittoria di un corridore iberico in questa competizione.

## Tappe
| Tappa  | Data     | Percorso                              | km    | Vincitore di tappa | Leader cl. generale |
| ------ | -------- | ------------------------------------- | ----- | ------------------ | ------------------- |
| Prol.  | 5 marzo  | Parigi (cron. individuale)            | 5.3   | Thierry Marie      | Thierry Marie       |
| 1ª     | 6 marzo  | Gien > Moulins                        | 167   | Étienne De Wilde   | Thierry Marie       |
| 2ª     | 7 marzo  | Moulins > Saint-Étienne               | 207   | Étienne De Wilde   | Étienne De Wilde    |
| 3ª     | 8 marzo  | Vergèze > Vergèze (cron. a squadre)   | 58    | Toshiba            | Laurent Bezault     |
| 4ª     | 9 marzo  | Vergèze > Mont Faron                  | 203   | Bruno Cornillet    | Marc Madiot         |
| 5ª     | 10 marzo | Tolone > Saint-Tropez                 | 178   | Gérard Rué         | Miguel Indurain     |
| 6ª     | 11 marzo | Saint-Tropez > Mandelieu-la-Napoule   | 190   | Adrie van der Poel | Miguel Indurain     |
| 7ª-1ª  | 12 marzo | Mandelieu-la-Napoule > Nizza          | 101   | Adriano Baffi      | Miguel Indurain     |
| 7ª-2ª  | 12 marzo | Nizza > Col d'Èze (cron. individuale) | 10    | Stephen Roche      | Miguel Indurain     |
| Totale | Totale   | Totale                                | 1 111 |                    |                     |

## Dettagli delle tappe

### Prologo
- 5 marzo: Parigi > Parigi (cron. individuale) – 5,3 km

Risultati
| Pos. | Corridore       | Squadra  | Tempo |
| ---- | --------------- | -------- | ----- |
| 1    | Thierry Marie   | Super U  | 6'43" |
| 2    | Miguel Indurain | Reynolds | a 1"  |
| 3    | Laurent Fignon  | Super U  | a 2"  |

| Pos. | Corridore       | Squadra  | Tempo |
| ---- | --------------- | -------- | ----- |
| 1    | Thierry Marie   | Super U  | 6'43" |
| 2    | Miguel Indurain | Reynolds | a 1"  |
| 3    | Laurent Fignon  | Super U  | a 2"  |

### 1ª tappa
- 6 marzo: Gien > Moulins – 167 km

Risultati
| Pos. | Corridore          | Squadra        | Tempo    |
| ---- | ------------------ | -------------- | -------- |
| 1    | Étienne De Wilde   | Histor-Sigma   | 4h42'08" |
| 2    | Eddy Planckaert    | ADR            | s.t.     |
| 3    | Adrie van der Poel | Domex-Weinmann | s.t.     |

| Pos. | Corridore       | Squadra  | Tempo    |
| ---- | --------------- | -------- | -------- |
| 1    | Thierry Marie   | Super U  | 4h48'51" |
| 2    | Miguel Indurain | Reynolds | a 1"     |
| 3    | Laurent Fignon  | Super U  | a 2"     |

### 2ª tappa
- 7 marzo: Moulins > Saint-Étienne – 207 km

Risultati
| Pos. | Corridore        | Squadra      | Tempo    |
| ---- | ---------------- | ------------ | -------- |
| 1    | Étienne De Wilde | Histor-Sigma | 5h40'26" |
| 2    | Adriano Baffi    | Ariostea     | s.t.     |
| 3    | Andreas Kappes   | Toshiba      | s.t.     |

| Pos. | Corridore        | Squadra      | Tempo     |
| ---- | ---------------- | ------------ | --------- |
| 1    | Étienne De Wilde | Histor-Sigma | 10h29'30" |
| 2    | Thierry Marie    | Super U      | a 7"      |
| 3    | Miguel Indurain  | Reynolds     | a 8"      |

### 3ª tappa
- 8 marzo: Vergèze > Vergèze (cron. a squadre) – 58 km

Risultati
| Pos. | Squadra           | Tempo    |
| ---- | ----------------- | -------- |
| 1    | Toshiba           | 1h13'42" |
| 2    | Ariostea          | a 41"    |
| 3    | Panasonic-Isostar | a 1'07"  |

| Pos. | Corridore       | Squadra | Tempo     |
| ---- | --------------- | ------- | --------- |
| 1    | Laurent Bezault | Toshiba | 10h27'49" |
| 2    | Marc Madiot     | Toshiba | a 2"      |
| 3    | Andreas Kappes  | Toshiba | a 4"      |

### 4ª tappa
- 9 marzo: Vergèze > Mont Faron – 203 km

Risultati
| Pos. | Corridore       | Squadra      | Tempo    |
| ---- | --------------- | ------------ | -------- |
| 1    | Bruno Cornillet | Z-Peugeot    | 5h21'04" |
| 2    | Miguel Indurain | Reynolds     | s.t.     |
| 3    | Luc Roosen      | Histor-Sigma | a 9"     |

| Pos. | Corridore       | Squadra   | Tempo     |
| ---- | --------------- | --------- | --------- |
| 1    | Marc Madiot     | Toshiba   | 15h49'27" |
| 2    | Stephen Roche   | Fagor-MBK | a 23"     |
| 3    | Giuseppe Petito | Ariostea  | a 33"     |

### 5ª tappa
- 10 marzo: Tolone > Saint-Tropez – 178 km

Risultati
| Pos. | Corridore        | Squadra      | Tempo    |
| ---- | ---------------- | ------------ | -------- |
| 1    | Gérard Rué       | Super U      | 4h20'53" |
| 2    | Miguel Indurain  | Reynolds     | a 1"     |
| 3    | Étienne De Wilde | Histor-Sigma | a 1'03"  |

| Pos. | Corridore       | Squadra   | Tempo     |
| ---- | --------------- | --------- | --------- |
| 1    | Miguel Indurain | Reynolds  | 20h10'16" |
| 2    | Marc Madiot     | Toshiba   | a 22"     |
| 3    | Stephen Roche   | Fagor-MBK | a 45"     |

### 6ª tappa
- 11 marzo: Saint-Tropez > Mandelieu-la-Napoule – 190 km

Risultati
| Pos. | Corridore           | Squadra        | Tempo    |
| ---- | ------------------- | -------------- | -------- |
| 1    | Adrie van der Poel  | Domex-Weinmann | 5h05'55" |
| 2    | Andreas Kappes      | Toshiba        | s.t.     |
| 3    | Christophe Lavainne | Super U        | s.t.     |

| Pos. | Corridore       | Squadra   | Tempo     |
| ---- | --------------- | --------- | --------- |
| 1    | Miguel Indurain | Reynolds  | 25h16'16" |
| 2    | Marc Madiot     | Toshiba   | a 22"     |
| 3    | Stephen Roche   | Fagor-MBK | a 45"     |

### 7ª tappa
- 12 marzo: Mandelieu-la-Napoule > Nizza – 101 km

Risultati
| Pos. | Corridore          | Squadra        | Tempo    |
| ---- | ------------------ | -------------- | -------- |
| 1    | Adriano Baffi      | Ariostea       | 2h31'46" |
| 2    | Malcolm Elliott    | Teka           | s.t.     |
| 3    | Adrie van der Poel | Domex-Weinmann | s.t.     |

| Pos. | Corridore       | Squadra   | Tempo     |
| ---- | --------------- | --------- | --------- |
| 1    | Miguel Indurain | Reynolds  | 27h48'02" |
| 2    | Marc Madiot     | Toshiba   | a 22"     |
| 3    | Stephen Roche   | Fagor-MBK | a 45"     |

### 8ª tappa
- 12 marzo: Nizza > Col d'Èze (cron. individuale) – 10 km

Risultati
| Pos. | Corridore       | Squadra   | Tempo     |
| ---- | --------------- | --------- | --------- |
| 1    | Stephen Roche   | Fagor-MBK | 19h51'00" |
| 2    | Miguel Indurain | Reynolds  | a 32"     |
| 3    | Julián Gorospe  | Reynolds  | a 51"     |

| Pos. | Corridore       | Squadra   | Tempo     |
| ---- | --------------- | --------- | --------- |
| 1    | Miguel Indurain | Reynolds  | 28h09'05" |
| 2    | Stephen Roche   | Fagor-MBK | a 13"     |
| 3    | Marc Madiot     | Toshiba   | a 1'33"   |

## Classifiche finali

### Classifica generale
| Pos. | Corridore           | Squadra      | Tempo     |
| ---- | ------------------- | ------------ | --------- |
| 1    | Miguel Indurain     | Reynolds     | 28h09'05" |
| 2    | Stephen Roche       | Fagor-MBK    | a 13"     |
| 3    | Marc Madiot         | Toshiba      | a 1'33"   |
| 4    | Peter Winnen        | Panasonic    | a 1'56"   |
| 5    | Gérard Rué          | Super U      | a 2'25"   |
| 6    | Jean-Claude Colotti | R.M.O.       | a 2'26"   |
| 7    | Giuseppe Petito     | Ariostea     | s.t.      |
| 8    | Éric Caritoux       | R.M.O.       | a 2'35"   |
| 9    | Luc Roosen          | Histor-Sigma | a 2'55"   |
| 10   | Martín Ramírez      | Café de Col. | a 3'02"   |